# 拉萨市青少年活动中心
拉萨市青少年活动中心是中国西藏自治区拉萨市的市级青少年活动中心。该中心原名“拉萨市少年活动中心”，始建于1980年，1984年列为43项援藏工程之一，由江苏省援建。工程于1984年8月动工，1985年7月完工。初期由拉萨市教育体育委员会管理，1992年归口中国共青团拉萨市委员会管理。
全国政协副主席阿沛·阿旺晋美及夫人阿沛·才旦卓嘎曾捐资66万元用于修建该中心的文体楼。